# Podengo Português
Der Podengo Português ist eine von der Fédération Cynologique Internationale anerkannte Hunderasse aus Portugal (FCI-Gruppe 5, Sektion 7, Standard Nr. 94).

## Herkunft und Geschichtliches
Der Podengo Português gehört zur Gruppe der windhundähnlichen mediterranen Jagdhunde, die in verschiedenen Rassen bzw. Lokalschlägen auf der gesamten Iberischen Halbinsel, im Mittelmeerraum und auf den Kanarischen Inseln zu finden ist. Im Gegensatz zur spanischen Schreibweise Podenco lautet die im Portugiesischen und Galicischen verwendete Schreibweise Podengo.
Ca. 3000 v. Chr. soll es schon ähnliche Hunde bereits zur Jagd gegeben haben. Es wird vermutet, dass die Podengos/Podencos mit dem ägyptischen Pharaonenhund verwandt sind und mit den Mauren im 8. Jahrhundert nach Spanien und Portugal kamen. (Quelle FCi 05 )
Der Podengo Português war ursprünglich eine in zahlreichen Größen und Fellvarianten vorkommende Landrasse, die vor allem im Norden und Osten Portugals verbreitet war. Erst 1933 wurde damit begonnen, die vorhandene Population systematisch zu erfassen und in den heute noch üblichen sechs Varietäten zu klassifizieren. Seit 1954 besteht der offizielle Rassestandard für den Podengo Português.

## Beschreibung
Der Podengo Português wird in drei Größen gezüchtet, die es jeweils als rauhaarige und als kurzhaarige Varietät gibt. Die Farben sind gelb, falbfarben (in allen Schattierungen von hell bis sehr dunkel) und schwarz (verdünnt oder ausgewaschen), einfarbig mit oder ohne weiße Abzeichen oder weiß mit Abzeichen.

### Podengo Português Grande (groß)
Mit 55 bis 70 cm und 20 bis 30 kg ist der Podengo Grande der größte Vertreter dieser Rasse und zugleich der seltenste. Er wird vor allem im Osten des Landes gezüchtet.

### Podengo Português Médio (mittelgroß)

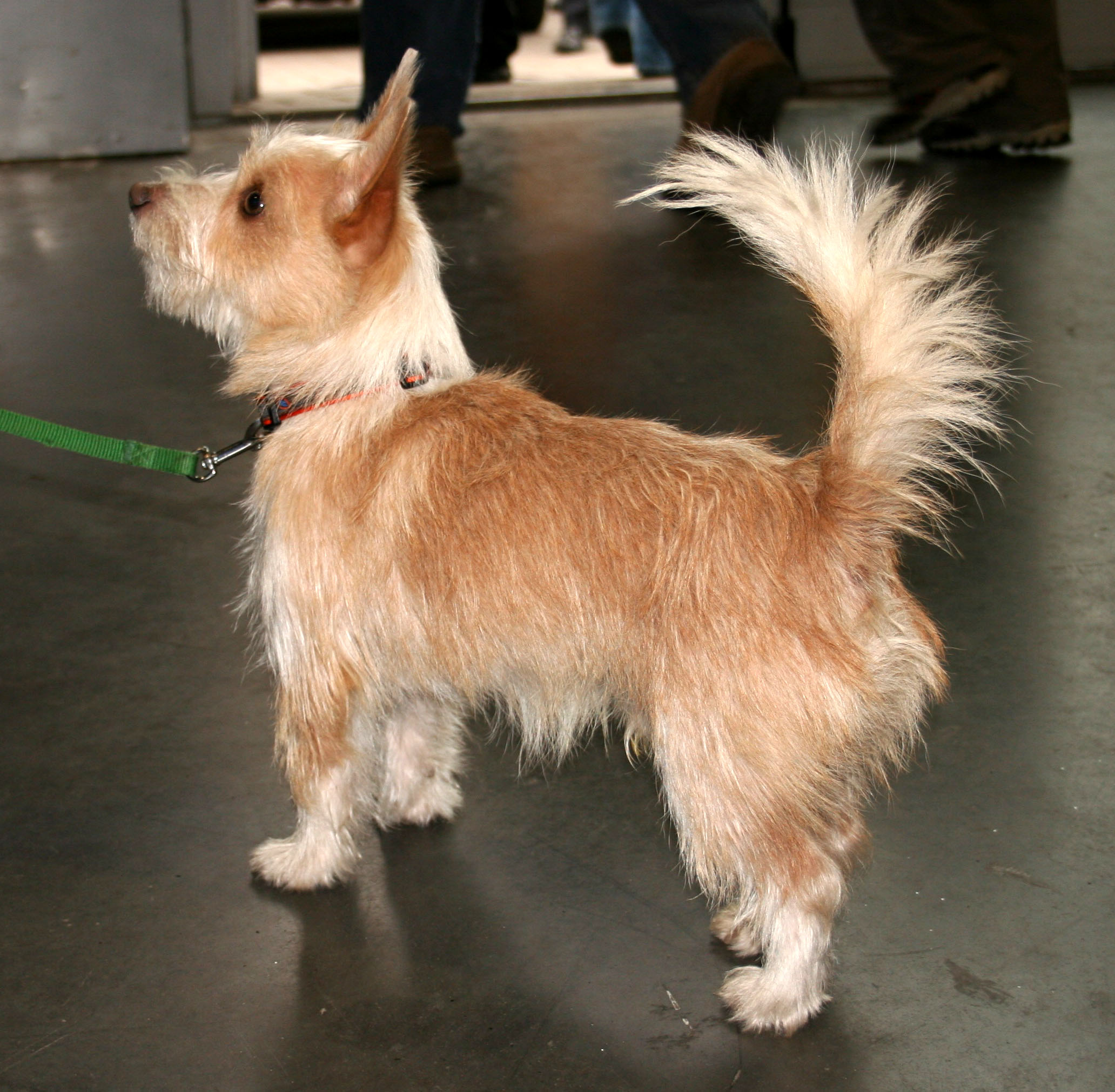
Kleiner Podengo Português, rauhaarige Varietät

Bei einer Widerristhöhe von 40 bis 54 cm wird der Podengo Médio 16 bis 20 kg schwer. Sein Verbreitungsgebiet liegt vor allem im Norden von Portugal.

### Podengo Português Pequeno (klein)
Der Podengo Pequeno ist mit 20 bis 30 cm und 4 bis 6 kg die kleinste Varietät. Ursprünglich vor allem in der Mitte des Landes zu finden, erfreut er sich neben seiner jagdlichen Verwendung inzwischen einer wachsenden Beliebtheit als Haushund.
Der Podengo Português Pequeno wird vom AKC seit 2009 als selbständige Rasse anerkannt und im Foundation Stock Service geführt. Seit 1. Januar 2011 kann die Rasse in der Miscellaneous Class ausgestellt werden, die endgültige Anerkennung erfolgte am 1. Januar 2013.

## Verwendung
Wie die spanischen Podencos, so wird auch der Podengo Português hauptsächlich zur Jagd auf Wildkaninchen verwendet. Die Hunde stöbern die Kaninchen im dichten Gestrüpp auf und treiben sie hervor, so dass die Jäger sie mit dem Gewehr erlegen können. Der kleine Podengo Português arbeitet bei der Jagd teilweise auch im Kaninchenbau, vergleichbar einem Terrier. Der große Podengo Português wird in großen Meuten auch zur Jagd auf Wildschweine eingesetzt.
In Portugal findet jedes Jahr im Frühsommer eine spezielle Zuchtschau (Monográfica) für die Rasse statt, die vom Clube do Podengo Português organisiert wird. Diese Veranstaltung wird auch von Podengo-Besitzern und Züchtern aus aller Welt besucht. Neben den im portugiesischen Zuchtbuch erfassten und auf Ausstellungen gezeigten Hunden gibt es in den ländlichen Regionen Portugals jedoch immer noch große, nicht registrierte Populationen.